# Horst Zaeske
Horst Zaeske (* 20. Jahrhundert) ist ein ehemaliger deutscher Filmregisseur und Drehbuchautor, der vorwiegend in der DDR wirkte.
Zaeske führte von 1966 bis 1986 in 20 Der Staatsanwalt hat das Wort-Folgen der DDR die Regie und teilweise das Drehbuch. Auch in der DDR-Vorabendserie Rentner haben niemals Zeit führte er in allen 20 Episoden die Regie.

## Filmografie
als Regisseur
- 1966–1986: Der Staatsanwalt hat das Wort (TV-Reihe)
- 1967: Wendeleit ist wieder da (TV)
- 1968: Stunde des Skorpions (TV-Dreiteiler)
- 1979: Rentner haben niemals Zeit (Fernsehserie)
- 1982: Geschichten übern Gartenzaun (Fernsehserie)
- 1988: Bereitschaft Dr. Federau (Fernsehserie)
- 1988–1990: Barfuß ins Bett (Fernsehserie)